# Macroglossum amoenum
Macroglossum amoenum är en fjärilsart som beskrevs av Rothschild och Jordan 1916. Macroglossum amoenum ingår i släktet Macroglossum och familjen svärmare. Inga underarter finns listade i Catalogue of Life.